# A Tribo
A Tribo è stato un gruppo musicale brasiliano attivo negli anni settanta.

## Storia
La formazione era originariamente composta dai chitarristi Nelson Angelo, Joyce e Toninho Horta, dal pluristrumentista Novelli e dal percussionista Naná Vasconcelos. Non molto tempo dopo la costituzione, Vasconcelos venne avvicendato da Nené.
Nel 1970 il gruppo portò alla finale del V Festival Internacional da Canção il brano Onocêonekotô. Risale allo stesso anno la pubblicazione di un doppio CD contenente fra le altre tracce Kyrie, Tapinha, Peba & Pobó e The Man from the Avenue – la cui composizione si deve a Nelson Angelo – e la partecipazione a una raccolta intitolata Posições che vedeva diversi artisti brasiliani contemporanei.